# John Henry Kyl
John Henry Kyl [ˈkaɪl], född 9 maj 1919 i Wisner i Nebraska, död 23 december 2002 i Phoenix i Arizona, var en amerikansk politiker (republikan). Han var ledamot av USA:s representanthus 1959–1965 och 1967–1973. Han var far till Jon Kyl.
I kongressvalet 1958 förlorade Kyl mot demokraten Steven V. Carter, men Carter avled i ämbetet redan 1959 och Kyl fyllnadsvaldes till representanthuset. 
Utmanaren Bert Bandstra besegrade Kyl i kongressvalet 1964, men Kyl vann sedan mot Bandstra både 1966 och 1968.
I kongressvalet 1972 valde Iowa sex representanthusledamöter istället för sju som fallet hade varit i det föregåendet valet. Kyl hade som motkandidat en annan sittande kongressledamot, Neal Smith. I det valet förlorade Kyl igen.